# 744
744 (DCCXLIV) fue un año bisiesto comenzado en miércoles del calendario juliano, en vigor en aquella fecha.

Después del asesinato del califa al-Walid II una grave crisis comienza en el califato de los omeyas.

## Acontecimientos
- Con el derrocamiento del califa omeya Walid II se inicia la Tercera Fitna, sucediéndose en el mismo año los califas omeyas Yazid III, Ibrahim y Marwán II.
- Abderrahman ibn Habib, nieto de Uqba ibn Nafi, gobernador de Ifriqiya, se proclamó independiente de Túnez.[1]
- Levantamiento álida de Abdallah ibn Mu'awiya en Kufa, sofocado por el gobernador omeya de Irak, se extiende posteriormente al sur de Persia.
- Enfrentamientos en Siria e Irak entre qaisíes partidarios de Marwán II y kalbíes partidarios de Ibrahim.
- En diciembre Marwán II entra en Damasco siendo proclamado Califa.

## Nacimientos
- Pedro de Pisa, gramático y eclesiástico.

## Fallecimientos
- Enero: Liutprando, rey de los lombardos.
- 17 de abril: Al-Walid II, 11.º califa omeya.
- 25 de septiembre: Yazid III, 12.º califa omeya.